# HC Zalău
Handbal Club Zalău (HC Zalău) är en damhandbollsklubb från Zalău i Rumänien, bildad 1978.

## Meriter
- Rumänska mästare: 2001, 2004, 2005
- EHF-cupfinalist: 2012

## Spelare i urval
- Maria Claudia Constantinescu (2013–)
- Ramona Farcău (1998–2004)
- Talida Tolnai (1995–2007)